# MOONLIGHT ESCAPE
「MOONLIGHT ESCAPE」（ムーンライト・エスケープ）は、日本のロックバンド、BUCK-TICKの40枚目のシングル。2020年8月26日にLingua Sounda/JVCケンウッド・ビクターエンタテインメントから発売。

## 概要
前作「堕天使」以来、約7か月ぶりのシングル。構想自体は前作リリース前からあったものの、新型コロナウイルス感染拡大の影響でライブやシングルの準備は一旦中止になり、緊急事態宣言が解除された後で細心の注意を払いながらレコーディングされたという。
Blu-ray付の完全生産限定盤A、DVD付の完全生産限定盤B、CDのみの通常盤の3タイプが製作され、Blu-rayおよびDVDには表題曲のミュージックビデオを収録。また、全タイプ共通特典として、CDとBlu-ray(DVD)の収録内容をスマートフォンで簡単再生できるダウンロードカードを封入。
同年8月14日には、カップリング曲の「凍える」がテレビ東京「水ドラ25『闇芝居(生)』」エンディングテーマに決まった。

## 収録内容

### CD(全タイプ共通)
1. MOONLIGHT ESCAPE
作詞：櫻井敦司、作曲：今井寿
2. 凍える
作詞：櫻井敦司、作曲：星野英彦

### 完全生産限定盤A付属Blu-ray、B付属DVD
- 「MOONLIGHT ESCAPE」 MUSIC VIDEO